# Procuradoria-Geral do Estado de Mato Grosso do Sul
| Procuradoria-Geral do Estado                                                                                    |                                |
| Avenida Desembargador José Nunes da Cunha, s/n - Parque dos Poderes, bloco 4 Campo Grande, MS www.pge.ms.gov.br |                                |
| Criação | 1 de janeiro de 1979 (46 anos) |
| Atual procuradora-geral                                                                                         | Ana Carolina Ali Garcia        |

A Procuradoria-Geral do Estado de Mato Grosso do Sul (PGE-MS) é o órgão estadual que faz representação judicial e consultoria jurídica do estado, em juízo e fora dele, além de fiscalizar a legalidade dos atos do Poder Executivo. Com status de secretaria de estado, integra a estrutura de primeiro escalão do Governo de Mato Grosso do Sul.

## Histórico e atribuições
Foi criada em 1º de janeiro de 1979, quando o estado foi oficialmente instalado. O primeiro concurso público do órgão foi realizado em 1988.
As atribuições da PGE são representar em caráter exclusivo o Estado, judicial e extrajudicialmente; defender os direitos e interesses do Estado, na área judicial e administrativa; executar atividades de consultoria e assessoramento jurídico ao Poder Executivo; e acompanhar e supervisionar diretamente os servidores responsáveis pela representação judicial das entidades da administração indireta de direito público e dos ocupantes de cargos ou funções que tenham como atribuição à consultoria e assessoria jurídica a órgãos da administração direta.

## Lista de procuradores-gerais
| Nº | Nome                                 | Início do mandato       | Fim do mandato          | Governador                 | Notas e referências  |
| 1  | José Couto Vieira Pontes             | 1º de janeiro de 1979   | 12 de junho de 1979     | Harry Amorim Costa         | [ 3 ] [ 5 ]          |
| 1  | José Couto Vieira Pontes             | 13 de junho de 1979     | 30 de junho de 1979     | Londres Machado (interino) | [ 3 ] [ 5 ]          |
| 1  | José Couto Vieira Pontes             | 30 de junho de 1979     | 13 de julho de 1979     | Marcelo Miranda            | [ 3 ] [ 5 ]          |
| 2  | Nelson Trad                          | 13 de julho de 1979     | 28 de outubro de 1980   | Marcelo Miranda            | [ 6 ] [ 7 ]          |
| 2  | Nelson Trad                          | 28 de outubro de 1980   | 6 de novembro de 1980   | Londres Machado (interino) | [ 6 ] [ 7 ]          |
| 3  | Carlos Stephanini                    | 11 de novembro de 1980  | 11 de fevereiro de 1982 | Pedro Pedrossian           | [ 8 ] [ 9 ]          |
| 4  | José Couto Vieira Pontes             | 11 de fevereiro de 1982 | 14 de março de 1983     | Pedro Pedrossian           | [ 10 ]               |
| 5  | Joilce Viegas de Araújo              | 15 de março de 1983     | 8 de agosto de 1985     | Wilson Barbosa Martins     | [ 11 ]               |
| 6  | Aparício Rodrigues de Almeida Júnior | 9 de agosto de 1985     | 11 de setembro de 1985  | Wilson Barbosa Martins     | [ 12 ]               |
| 7  | Leonardo Nunes da Cunha              | 12 de setembro de 1985  | 6 de janeiro de 1986    | Wilson Barbosa Martins     | [ 13 ]               |
| 8  | Candemar Fechner Victório            | 4 de dezembro de 1986   | 14 de março de 1987     | Ramez Tebet                | [ 14 ]               |
| 9  | Jesus de Oliveira Sobrinho           | 15 de março de 1987     | 31 de março de 1989     | Marcelo Miranda            | [ 15 ]               |
| 10 | Ricardo Nascimento de Araújo         | 6 de abril de 1989      | 14 de março de 1991     | Marcelo Miranda            | [ 16 ]               |
| 11 | Jorge Benjamin Cury                  | 15 de março de 1991     | 31 de dezembro de 1994  | Pedro Pedrossian           | [ 17 ] [ 18 ]        |
| 12 | Gerval Bernardino de Souza           | 1º de janeiro de 1995   | 13 de novembro de 1995  | Wilson Barbosa Martins     | [ 19 ]               |
| 13 | Salomão Amaral                       | 13 de novembro de 1995  | 31 de dezembro de 1998  | Wilson Barbosa Martins     | [ 20 ] [ 21 ]        |
| 14 | Abel Nunes Proença                   | 1º de janeiro de 1999   | 30 de setembro de 1999  | Zeca do PT                 | [ 22 ] [ 23 ]        |
| 15 | Wilson Vieira Loubet                 | 1º de outubro de 1999   | 26 de abril de 2002     | Zeca do PT                 | [ 24 ] [ 25 ]        |
| 16 | José Wanderley Bezerra Alves         | 26 de abril de 2002     | 2 de junho de 2005      | Zeca do PT                 | [ 26 ] [ 27 ]        |
| 17 | Rafael Coldibelli Francisco          | 2 de junho de 2005      | 31 de dezembro de 2006  | Zeca do PT                 | [ 28 ] [ 29 ]        |
| 17 | Rafael Coldibelli Francisco          | 1º de janeiro de 2007   | 31 de dezembro de 2014  | André Puccinelli           | [ 30 ] [ 31 ] [ 32 ] |
| 18 | Adalberto Neves Miranda              | 1º de janeiro de 2015   | 31 de dezembro de 2018  | Reinaldo Azambuja          | [ 33 ] [ 34 ]        |
| 19 | Fabíola Marquetti Sanches Rahim      | 1º de janeiro de 2019   | 23 de março de 2022     | Reinaldo Azambuja          | [ 35 ] [ 36 ]        |
| 20 | Ana Carolina Ali Garcia              | 23 de março de 2022     | 31 de dezembro de 2022  | Reinaldo Azambuja          | [ 37 ] [ 38 ]        |
| 20 | Ana Carolina Ali Garcia              | 1º de janeiro de 2023   | Presente                | Eduardo Riedel             | [ 39 ] [ 40 ] [ 41 ] |